# Orimba disparilis
Orimba disparilis är en fjärilsart som beskrevs av Bates 1868. Orimba disparilis ingår i släktet Orimba och familjen Riodinidae. Inga underarter finns listade i Catalogue of Life.